# ScienceDirect
ScienceDirect, zbirka e-časopisa anglo-nizozemskog izdavača Elseviera. Od 1997. godine dostupni su tekstovi za radove u otprilike 1500 naslova časopisa.
Mrežno mjesto postoji od 12. ožujka 1997. godine. Dubina zapisa su indeksi, kratki sadržaji i cijeli tekst.
Mrežno mjesto pretplatnicima pruža pristup velikoj podatkovnoj bazi medicinskih i ostalih znanstvenih istraživanja. Udomljava 12 milijuna jedinica sadržaja iz 3500 akademskih revija i 34 000 e-knjigâ. Časopisi su grupirani u četiri glavne skupine: fizičke znanosti i inženjerstvo, znanosti o životu, zdravstvene znanosti te društvene i humanističke znanosti. Kratki sadržaji (abstract) članaka besplatno su dostupni, no pristup cijelom tekstu općenito zahtijeva pretplatu ili plaćanje po gledanju. Puni tekstovi su u formatu .pdf i kod novijih izdanja također u formatu HTML.

## Daljnja literatura
- Thomas G. De Petro. 1. prosinca 2000. ScienceDirect – Elsevier Science's MegaSource. EContent. 23 (6): 56–61. Inačica izvorne stranice arhivirana 11. lipnja 2014.
- Jason Bengtson. 2011. ScienceDirect Through SciVerse: A New Way To Approach Elsevier. Medical Reference Services Quarterly. 30 (1): 42–49. doi:10.1080/02763869.2011.541346. PMID 21271451
- Carol Tenopir; Peiling Wang; Yan Zhang; Beverly Simmons; Richard Pollard. 2008. Academic users' interactions with ScienceDirect in search tasks: Affective and cognitive behaviors. Information Processing & Management. 44 (1): 105–121. doi:10.1016/j.ipm.2006.10.007
- Hao-Ren Ke; Rolf Kwakkelaar; Yu-Min Tai; Li-Chun Chen. 2002. Exploring behavior of E-journal users in science and technology: Transaction log analysis of Elsevier's ScienceDirect OnSite in Taiwan. Library & Information Science Research. 24 (3): 265–291. doi:10.1016/S0740-8188(02)00126-3
- David Nicholas; Ian Rowlands; Paul Huntington; Hamid R. Jamali; Patricia Hernández Salazar. 2010. Diversity in the e-journal use and information-seeking behaviour of UK researchers. Journal of Documentation. 66 (3): 409–433. doi:10.1108/00220411011038476

## Vanjske poveznice
- Službene stranice
- ScienceDirectove informacijske stranice